# Gewerkschaft Erziehung und Wissenschaft

Logo związku

Gewerkschaft Erziehung und Wissenschaft (skrót GEW; pol. Związek Zawodowy Wychowanie i Nauka) – niemiecki związek zawodowy z siedzibą we Frankfurcie n. Menem reprezentujący pracowników oświaty i nauki w szkołach, przedszkolach, świetlicach, szkołach wyższych, instytucjach naukowych, placówkach doskonalenia zawodowego itp. Związek liczy 279 389 członków (stan na dzień 31.12.2018).
GEW jest jedną z ośmiu organizacji członkowskich DGB.

## Przewodniczący GEW
- 1947–1952: Max Traeger
- 1952–1958: Bernhard Plewe
- 1958–1960: Max Traeger
- 1960–1968: Heinrich Rodenstein
- 1968–1981: Erich Frister
- 1981–1997: Dieter Wunder
- 1997–2005: Eva-Maria Stange
- 2005–2013: Ulrich Thöne
- od 2013 Marlis Tepe